# Jean Bakomito Gambu
Jean Bakomito Gambu, né le 14 janvier 1977 à Nebobongo dans la province du Haut-Uele, est un homme politique de la république démocratique du Congo.
Il est élu sénateur le 31 janvier 2019 et devient président de la commission politique, administrative, judiciaire et des droits humains du sénat du 26 novembre 2020 à janvier 2024. Il démissionne de son siège de sénateur pour opter pour son siège à l'Assemblée nationale.
Il est également bâtonnier de l'ordre des avocats du barreau de la province du Haut-Uele depuis 2018 ; il est réélu pour 3 ans en 2022.
Le 28 avril 2024, il est élu gouverneur de la province du Haut-Uele succédant à Christophe Baseane Nangaa, avec 11 voix sur 20 voix,devenant ainsi le 3è gouverneur de la province du Haut-Uele.